# ولادیمیر مچیار
ولادیمیر مچیار (انگلیسی: Vladimír Mečiar؛ زادهٔ ۲۶ ژوئیهٔ ۱۹۴۲) یک سیاست‌مدار اهل اسلواکی است.وی از زمان ایجاد کشور اسلواکی تا کنون برای دو دوره موقت رئیس‌جمهور و برای سه دوره نخست‌وزیر بوده است.